# شاهرخ‌میرزا قاجار
شاهرخ میرزا شاهزاده قاجار، پسر ششم حسین‌علی‌میرزا فرمانفرما از بطن دختر محمدقلی‌خان افشار ارومی و نوه فتحعلی‌شاه قاجار بود.
او در اوایل سلطنت ناصرالدین‌شاه به حکومت کاشان منصوب شد و سال‌ها در این شهر حکومت کرد. در این مدت وزارت او برعهده محمدکاظم‌خان شیبانی بود.
او با بیگم خانم دختر محمدقاسم‌خان ظهیرالدوله و خواهر ملک‌جهان خانم ازدواج کرده بود و شوهرخاله ناصرالدین‌شاه محسوب می‌شد. حاصل این ازدواج پسری به نام جلال‌الدین میرزا بود که در سال ۱۲۶۱ قمری متولد شد و مدتی حاکم قمشه بود. نوادگان جلال‌الدین میرزا نام خانوادگی جلالی قاجار را انتخاب کردند.